# 1740 год в музыке

## События
- Иоганн Себастьян Бах начинает терять зрение.
- Карл Генрих Граун становится капельмейстером Фридриха II Прусского. Иоганн Иоахим Кванц начинает учить Фридриха играть на флейте.
- Итальянский композитор и органист Фердинандо Бертони (итал. Ferdinando Bertoni) прибыл в Болонью, где становится учеником Джованни Баттиста Мартини.

## Классическая музыка
- Томас Арн — маска «Альфред» (англ. Alfred), в том числе песня «Правь, Британия, морями».
- Георг Фридрих Гендель — Op. 6, 12 concerti grossi.

## Опера
- Бернардо Алипранди (итал. Bernardo Aliprandi) — Semiramide riconosciuta.
- Винченцо Чампи (итал. Vincenzo Ciampi) — La Beatrice.
- Бальдассаре Галуппи — «Густав I, король Швеции» (итал. Gustavo primo re di Svezia).
- Морис Грин (англ. Maurice Greene) — The Judgement of Hercules.
- Лука Антонио Предьери (итал. Luca Antonio Predieri) — Zenobia.

## Родились
- 4 февраля — Карл Микаэль Бельман (швед. Carl Michael Bellman), шведский национальный поэт и композитор (умер 11 февраля 1795).
- 9 мая — Джованни Паизиелло, итальянский композитор, мастер комического реализма, представитель неаполитанской оперной школы, много работавший в России, оказал влияние на формирование стиля Моцарта и Россини (умер 5 июня 1816).
- 21 мая — Гаспаре Пакьяротти, итальянский оперный певец-кастрат (сопрано). Один из последних великих кастратов (умер 1821).
- 10 августа — Сэмюэль Арнольд (англ. Samuel Arnold), английский композитор и органист (умер 22 октября 1802).
- 4 ноября — Огастус Монтегю Топлэди (англ. Augustus Montague Toplady), английский священник и автор англиканских гимнов (умер 11 августа 1778).
- Декабрь — Элизабет Олин (швед. Elisabeth Olin), шведская оперная певица-сопрано и композитор (умерла 26 марта 1828).

Дата неизвестна —
- Джон Антс (англ. John Antes), американский моравский миссионер, один из первых композиторов американского происхождения (умер в 1811).
- сэр Питер Бекфорд (англ. Peter Beckford), помещик, охотник, писатель, коллекционер и меценат, покровитель композитора и пианиста Муцио Клементи (умер в 1811).
- Сэмюэл Уэбб (англ. Samuel Webbe), английский композитор (умер 25 мая 1816).

Вероятно — Анна Бон (итал. Anna Bon), итальянский певец и композитор, дочь болонского художника, либреттиста и сценографа Джироламо Бона и певицы Розы Бон (дата смерти неизвестна).

## Умерли
- 5 января — Антонио Лотти, венецианский композитор эпохи барокко (родился в 1667).
- 13 января — Уильям Тернер (англ. William Turner), английский композитор и певец-контртенор эпохи барокко (родился в 1651).
- 25 января — Джеминиано Джакомелли (итал. Geminiano Giacomelli), итальянский композитор (родился 28 мая 1692).
- 9 февраля — Винсент Любек, немецкий органист, один из важнейших органных композиторов Германии эпохи барокко (родился в 1654).
- 14 октября — Доменико Альберти, итальянский композитор, певец и виртуоз-клавесинист (родился в 1710).
- Октябрь — Поул Кристиан Шиндлер (дат. Poul Christian Schindler), датский музыкант и композитор, автор первой датской оперы (родился в 1648).
- Дата неизвестна — Эдвард Перселл (англ. Edward Purcell), английский композитор органист (родился в 1689).
- Вероятно — Шарль Франсуа Дьепар (фр. Charles François Dieupart), французский композитор (родился после 1667).